# Strife (відеогра, 2015)
Strife  — безкоштовна  командна онлайн-гра в жанрі MOBA (Multiplayer Online Battle Arena). Над нею працює студія S2Games — творці серії Savage і Heroes of Newerth.

## Ігровий процес
Strife дозволяє постійно знаходитися в бою: безсмертний кур'єр, варди в лісі, додаткове відновлення життя і мани.
Досвід між гравцями однієї команди розподіляється рівномірно, що виключає конкуренцію. Також герої можуть на ходу змінювати властивості власного зброї, а амуніцію з бази доставляють кур'єри.
У Strife у кожного персонажа є вихованець. Кожен помічник має власну супер-здатність, одне активне і кілька пасивних умінь: хтось може зробити героя невидимим, хтось відновлює здоров'я, знімає негативні ефекти і так далі.

## Закриття серверів
Станом на жовтень 2018 сервери Strife були вимкнені без коментарів від розробників, а сама студія S2 Games припинила своє існування. На вимогу видавця гра була вилучена з результатів пошуку платформи Steam.

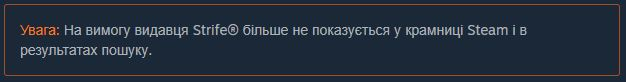
Статус Strife в Steam